# Бисер Михайлов
Бисер Михайлов (30 юни 1943 г. - 13 август 2020 г.) е бивш български футболист, вратар, а впоследствие треньор. Цялата му състезателна кариера преминава в Левски (София), където играе общо 14 сезона. Между 1961 г. и 1975 г. записва 284 официални мача за клуба.
Бисер Михайлов е баща на бившия национален вратар и настоящ президент на БФС Борислав Михайлов и на Руслан Михайлов, както и дядо на националния вратар Николай Михайлов.

## Спортна кариера
Михайлов е юноша на Левски (София). Влиза в първия състав на 18-годишна възраст през 1961 г. и е неизменна част от отбора 14 сезона до 1975 г. За Левски изиграва общо 284 мача – 226 в А група, 43 за националната купа и 15 в евротурнирите. Вратар с добър рефлекс и самоотвержена игра.
Четири пъти става шампион на България през 1964/65, 1967/68, 1969/70 и 1973/74. Освен това е трикратен носител на националната купа през 1966/67, 1969/70 и 1970/71.
Влиза в историята на футбола ни като първия вратар в България, дръзнал да смени цвета на фланелката си. През 1967 г. при гостуване на Милан в мач от турнира за КЕШ изненадва всички, като се появява на терена с жълта фланелка. По това време има неписано правило, че всички вратари трябва да пазят с черно. Нововъведението не му носи късмет и Левски губи с 1:5. Следва все пак и един успешен двубой - 2:0 на стадион „Георги Аспарухов“ срещу Добруджа за първенството, след което Михайлов се отказва от новаторството си и отново залага на черното.
Михайлов е известен и с друго - той е един от първите вратари, които изпълняват дузпа. През 1965 г. Левски приема в първия кръг Миньор (Перник), като получава право на два пъти да изпълни 11-метров наказателен удар. Звездата на тима Георги Аспарухов-Гунди е контузен и не участва в срещата. Първият път от бялата точка пропуска Янко Кирилов. При второто отсъждане на рефера играчите на Левски спорят кой да изпълни дузпата. В суетнята отнякъде се появява Бисер Михайлов, но и неговият удар е неточен.
В своята кариера Михайлов изиграва едва 5 мача за националния отбор, тъй като по неговото време в България има редица големи вратари като Георги Найденов, Симеон Симеонов, Иван Деянов, Стоян Йорданов и Йордан Филипов. Дебютира в контрола срещу Полша на 30 септември 1962 г. Следва пауза от 9 години, а през 1971 г. записва още 4 мача за България.
Умира на 13 август 2020 г. от инфаркт.

## Успехи
Левски (София)
- А група:
  -  Шампион (4): 1964/65, 1967/68, 1969/70, 1973/74

- Национална купа:
  -  Носител (3): 1966/67, 1969/70, 1970/71